# Зубрешть
Зубрешть (рум. Zubrești) — село у Страшенському районі Молдови. Утворює окрему комуну.

## Населення
За даними перепису населення 2004 року у селі проживали 3186 осіб.
Національний склад населення села:
| Національність       | Кількість осіб | Відсоток   |
| -------------------- | -------------- | ---------- |
| молдавани румуни     | 3155 19        | 99,0% 0,6% |
| українці             | 4              | 0,1%       |
| росіяни              | 4              | 0,1%       |
| інша / без відповіді | 4              | 0,1%       |
| Всього               | 3186           | 100%       |